# Overlanding
Overlanding або 4WD Touring — це самостійна наземна подорож до віддалених місць, під час якої саме мандрування є головною метою. Як правило, але не завжди, подорож здійснюють на механізованому позашляховому транспорті (від велосипедів до вантажівок), де основною формою ночівлі є кемпінг, який часто триває протягом тривалого часу (від місяців до років) і перетинає міжнародні кордони.
Термін походить від англ. overland — сухопутний, по суші.